# Viaduc de Mala Rijeka
Le viaduc de Mala Rijeka est un pont ferroviaire situé sur la ligne de chemin de fer allant de Belgrade à Bar construit en 1973. Il se situe à une vingtaine de kilomètres au nord de Podgorica, la capitale du Monténégro. C'est le pont le plus long de la ligne ferroviaire Belgrade-Bar. Le viaduc de Mala Rijeka est devenu le plus haut pont ferroviaire par rapport au fond de la vallée, détrônant le viaduc des Fades, sur la Sioule dans le Puy-de-Dôme (France).

## Caractéristiques techniques
La structure de ce viaduc, d'une longueur totale de 498,80 m est une poutre continue à 5 travées, de largeurs respectives 81,20 m, 92,80 m, 150,80 m, 92,80 m et 81,20 m. Le pont est courbe jusqu'aux travées de rive. 
Le tablier, d'une masse totale de 2 650 t, est constitué d'une poutre-caisson en acier raidie par deux poutres en treillis latérales hautes de 12,00 m, et distantes de 6,50 m, contreventées entre elles. La voie ferrée repose dans le caisson, au-dessus du contreventement inférieur. 

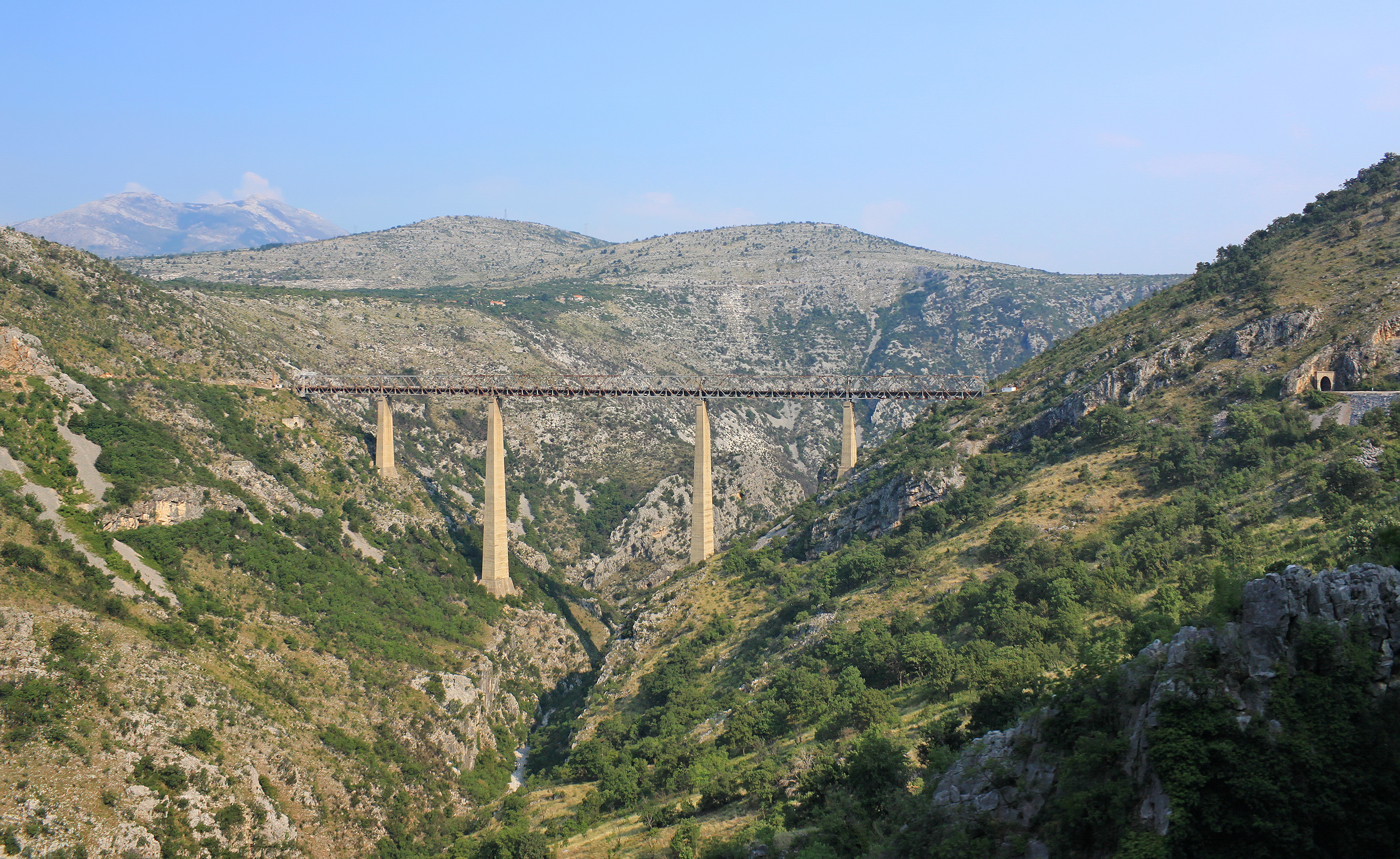
Le viaduc de Mala Rijeka

Les piles, qui se dressent à 200 m au-dessus du thalweg, sont fondées au rocher, moyennant un massif d'ancrage de 8 000 m3 de béton armé. Elles ont été réalisées à l'aide d'un coffrage glissant, et les encorbellements ont été banchés. Le massif de fondation de la plus haute pile est à lui seul plus vaste qu'un court de tennis.

## Matériaux de construction
La construction de ce pont a nécessité 36 000 m³ de béton et 100 000 tonnes d'acier.[réf. nécessaire]